# Caecidotea fonticulus
Caecidotea fonticulus är en kräftdjursart som beskrevs av Lewis 1983. Caecidotea fonticulus ingår i släktet Caecidotea och familjen sötvattensgråsuggor. Inga underarter finns listade i Catalogue of Life.